# Manchester Orchestra
Manchester Orchestra é uma banda estadunidense de indie rock de Atlanta, Geórgia, formada em 2004. O grupo é atualmente formado pelo guitarrista, cantor e compositor Andy Hull, guitarrista Robert McDowell, tecladista e percussionista Chris Freeman, baixista Jonathan Corley, e o baterista Tim Very. O ex-baterista Jeremiah Edmond se separou da banda em janeiro de 2010 para se concentrar em sua família.
Até o momento eles lançaram várias EPs e três álbuns de estúdio: I'm Like a Virgin Losing a Child (2006), Mean Everything to Nothing (2009) e Simple Math (2011). A banda está atualmente em contrato com a gravadora Favorite Gentlemen Recordings, que é distribuída pela Sony Music Entertainment.

## História
Manchester Orchestra surgiu nos subúrbios de Atlanta, Geórgia. Ela foi nomeada devida a Cidade de Manchester, a cidade frequentemente vista como Boêmia e que é rica em história musical (The Smiths, The Stone Roses, Joy Division, Oasis, New Order, Happy Mondays). Sentindo-se cada vez mais alienado em sua "pequena-cidade-Georgia", Escola Cristã nomeada de Colégio Cristão da Providência, em um subúrbio de Atlanta, a banda do vocalista Andy Hull tornou-se tão frustrada que ele passou seu último ano estudando em casa. Ele também escreveu e gravou seu primeiro álbum completo em 2004 enquanto estava no último ano do ensino médio.
No início de sua carreira, a banda gravou um álbum intitulado de Nobody Sings Anymore. No entanto ele nunca foi lançado devido à mudança na direção musical da banda e mudanças pessoais após sua gravação. A banda declarou que "A banda fez uma gravação diferente para agora.".
Manchester Orchestra gravou e lançou seu primeiro álbum intitulado de I'm Like a Virgin Losing a Child. Este álbum ganhou atenção da indústria da música, e acabou levando ao seu contrato com a Canvasback. O álbum foi laçado em todo o Estados Unidos em 27 de julho de 2007. O guitarrista Robert McDowell não apareceu neste álbum. A música Wolves At Night está presente no jogo NHL 08.
A banda trabalhou em estúdio gravando seu segundo EP, Let My Pride Be What's Left Behind, com o produtor Dan Hannon e o engenheiro Brad Fisher. O EP foi lançado em 7 de outubro de 2008.
No início de setembro de 2008, a banda anunciou em sua conta no MySpace que eles tinham começado a gravar seu segundo álbum intitulado de Mean Everything to Nothing com o produtor Joe Chicarrelli (The Shins, My Morning Jacket). Em 4 de fevereiro de 2009 a banda postou um link para download gratuito do single I've Got Friends e uma versão ao vivo no The Fly's. O álbum foi lançado em 21 de abril de 2009.
Em 12 de janeiro de 2010, a banda anunciou que iria lançar um EP com Kevin Devine intitulado I Cold Be The Only One. O EP foi lançado digitalmente 26 de janeiro de 2010.
Após o lançamento do Manchester Orchestra/Kevin Devine (divisão do EP), foi anunciado que o Kevin Devine iria gravar um álbum completo, juntamente com os menbros do Manchester Orchestra no final daquele ano, com metade do álbum escrito por Devine e a outra metade por Andy Hull. Em 10 de abril de 2010, foi anunciado o nome do novo projeto, o Bad Books, e que o álbum seria lançado sob este nome, e não Manchester Orchestra Kevin Devine, como especulado anteriormente em 16 de agosto de 2010, foi anunciado que o auto-intitulado Bad Books seria lançado em formato digital dia 19 de outubro de 2010, e em mídia física (CD) em 9 de novembro de 2010.
Em março de 2010, em uma entrevista com o Dallas Observer, Andy mencionou que a banda tinha começado a trabalhar em um seguimento de 2009 intitulado Mean Everything to Nothing provisoriamente intitulado de Let Go of Your Sorrowful Groaning. Ele também disse que a banda tem cerca de 34 canções que são demos.
Em setembro de 2010, em entrevista ao Rip It Up, a banda anunciou que eles estavam no meio da gravação de seu terceiro álbum. Embora sem um título ainda explicaram que álbum é completamente diferente de qualquer coisa que eles lançaram no passado. O álbum está sendo gravado com Dan Hannon na Blackbird Studios em (Nashville, TN) e Favorite Gentlemen Studios (Atlanta, GA).
Em 23 de outubro de 2010, durante uma aparição na rádio WRFF, na Filadélfia, depois de um show do Bad Books em apoio ao seu recém lançado álbum, Manchester Orchestra estreou uma nova versão acústica da faixa-título de seu novo álbum Simple Math. O vocalista Andy Hull disse que o álbum seria lançado em março de 2011.
Em 27 de janeiro de 2011, a banda anunciou que seu terceiro álbum Simple Math, seria lançado em 10 de maio de 2011, conforme relatado anteriormente, bem como anunciar também a lista de faixas álbum.
No verão de 2011, a banda se juntou com Blink-182 e My Chemical Romance para o Honda Civic Tour.
A música April Fool foi destaque no jogo NHL 12.

## Aparições na televisão
Manchester Orchestra se apresentou em vários programas de televisão, incluindo o Late Show with David Letterman (Quatro vezes), Late Night with Conan O'Brien, Late Night with Jimmy Fallon e Jimmy Kimmel Live!. Sua canção, I Can Feel A Hot One foi apresentada no episódio "The Dark Night" de Gossip Girl (3º episódio da 2ª temporada) e foi tocada durante todo o episódio. Esta canção está caracterizada em seu EP Let My Pride Be What's Left Behind que foi lançado em 7 de outubro de 2008. Além disso, a música Mean Everything to Nothing de seu álbum com mesmo título,, foi tocada durante o episódio "I Would Foy You" de One Tree Hill (20º episódio da 6ª temporada). A música The Only One do mesmo álbum foi tocada no episódio de final de temporada "One Party Can Ruin Your Whole Summer" de 90210, ela também foi tocada em um episódio da quarta temporada da série britânica Skins. Andy e Robert também foram convidados do programa de videoclipes australiano Rage. A música Virgin foi apresentada em um episódio do UFC Primetime.

## Membros da banda
Membros atuais
- Andy Hull - vocal, guitarra, piano
- Robert McDowell - guitarra, teclado, vocal
- Chris Freeman - teclado, percussão, vocal
- Jonathan Corley - baixo
- Tim Very - bateria, percussão

Ex-membros
- Garrett Brown - guitarra
- Jeremiah Edmond - bateria, percussão
- Benjamin Homola - bateria, percussão
- Len Clark - bateria, percussão
- Brendan Rossi - pandeiro
- David Brandon Dees - baixo
- Trey Balfour - guitarra, piano
- Andrew Maysilles - bateria, percussão

## Discografia

### Álbuns de estúdio
| Ano  | Detalhes do álbum | Ranking | Ranking | Ranking | Ranking |
| Ano  | Detalhes do álbum | US      | US Alt. | US Rock | UK      |
| ---- | --- | ------- | ------- | ------- | ------- |
| 2006 | I'm Like a Virgin Losing a Child - Lançamento: 14 de outubro de 2006 - Gravadora: Favorite Gentlemen/Canvasback - Formato: CD, LP, download | —       | —       | —       | —       |
| 2009 | Mean Everything to Nothing - Lançamento: 21 de abril de 2009 - Gravadora: Favorite Gentlemen - Formato: CD, LP, download                    | 37      | 8       | 11      | —       |
| 2011 | Simple Math - Lançamento: 9 de maio de 2011 - Gravadora: Favorite Gentlemen - Formato: CD, LP, download                                     | 21      | 5       | 8       | 107     |
| 2014 | Cope - Lançamento: 1 de abril de 2014 - Gravadora: Favorite Gentlemen - Formato: CD, LP, download                                           | 13      | 4       | 4       | —       |
| 2014 | Hope - Lançamento: 16 de setembro de 2014 - Gravadora: Favorite Gentlemen - Formato: CD, LP, download                                       | 85      | 16      | 29      | —       |
| 2017 | A Black Mile to the Surface - Lançamento: 29 de julho de 2017 - Gravadora: Favorite Gentlemen - Formato: CD, LP, download                   | 33      | 6       | 7       | 93      |

### Extended plays
| Ano  | Detalhes do álbum |
| ---- | --- |
| 2004 | 5 Stories - Lançamento: 2004 - Gravadora: Independente - Formato: CD                                                                                 |
| 2005 | You Brainstorm, I Brainstorm, but Brilliance Needs a Good Editor - Lançamento: 2005 - Gravadora: Favorite Gentlemen - Formato: CD                    |
| 2008 | Let My Pride Be What's Left Behind - Lançamento: 7 de outubro de 2008 - Gravadora: Favorite Gentlemen/Canvasback - Formato: CD                       |
| 2009 | Mean Everything to Nothing - Fourteen Years of Excellence - Lançamento: 18 de abril de 2009 - Gravadora: Favorite Gentlemen/Canvasback - Formato: CD |
| 2009 | The MySpace Transmissions: Manchester Orchestra - Lançamento: 13 de julho de 2009 - Formato: download                                                |
| 2009 | Live at Park Ave - Lançamento: 2009 - Formato: CD |

#### Parcerias
| Ano  | Detalhes do álbum |
| ---- | --- |
| 2010 | I Could Be the Only One (com Kevin Devine) - Lançamento: 26 de janeiro de 2010 - Gravadora: Favorite Gentlemen - Formato: download |

### Singles
| Ano  | Música                 | Ranking | Ranking | Álbum                            |
| Ano  | Música                 | US Alt. | US Rock | Álbum                            |
| ---- | ---------------------- | ------- | ------- | -------------------------------- |
| 2007 | "Wolves at Night"      | —       | —       | I'm Like a Virgin Losing a Child |
| 2007 | "I Can Barely Breathe" | —       | —       | I'm Like a Virgin Losing a Child |
| 2009 | "I've Got Friends"     | 8       | 26      | Mean Everything to Nothing       |
| 2009 | "Tony the Tiger"       | —       | —       | Mean Everything to Nothing       |
| 2009 | "Shake It Out"         | 25      | 38      | Mean Everything to Nothing       |
| 2011 | "Simple Math"          | —       | —       | Simple Math                      |
| 2011 | "April Fool"           | 40      | —       | Simple Math                      |
| 2011 | "Virgin"               | —       | —       | Simple Math                      |
| 2014 | "Top Notch"            | —       | —       | Cope                             |
| 2014 | "Every Stone"          | —       | —       | Cope                             |